# Travestie

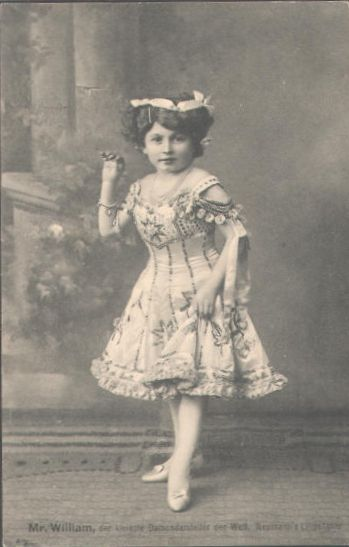
Mr. William, „kleinster Damendarsteller der Welt“ aus der Truppe Neumanns Liliputaner (um 1900)

Die schauspielerische Travestie (von französisch travestir‚ verstellen, oder italienisch travestire, verstellen, verkleiden) bezeichnet die Darstellung einer Bühnenrolle durch Personen des anderen Geschlechtes. Weit verbreitet ist dies auch in der Kleinkunst.

## Antike
Im Theater der griechischen Antike wurden alle Rollen von Männern gespielt. Aus den verwendeten Masken konnte man das Geschlecht und die Rolle erkennen. Im Theater der römischen Antike gab es zumindest seit der späten Republik auch Schauspielerinnen, die in der Regel wie Volumnia zugleich auch Tänzerinnen und Pantomimen waren; sie verkörperten aber wohl in der Regel Frauen. Dennoch war es wohl weiterhin üblich, dass Frauenrollen von Männern gespielt wurden, wie Tertullian um 200 n. Chr. beklagt. Zumindest ein umgekehrter Fall ist aus dem 6. Jahrhundert in Byzanz belegt:
Hektor besang man im neusten Lied, und Helladia formte

von der Chlamys umweht, Worte und Klänge zum Tanz.

Furcht und Verlangen erwuchs aus den Schritten und Gesten Enyos

hat sich doch männlicher Kraft weibliche Grazie gepaart.
Die spectaculi (Wagenrennen, Gladiatorenkämpfe, revueartige Schauspiele) wurden von Tertullian und anderen Kirchenvätern wie etwa Johannes Chrysostomos  verurteilt: sie sahen speziell in den Schauspielen eine Gefahr für das Familienleben braver Christen. Daher verschwanden sie im Westen bereits im 5., im Osten im 7. Jahrhundert.

## Mittelalter
Erst im Hochmittelalter gab es wieder Theateraufführungen, und zwar zunächst in Gestalt der Geistlichen Spiele, die zunächst die Auferstehung Christi, bald auch die Passion vergegenwärtigten. Auch die weiblichen Heiligen wurden in Westeuropa (England, Frankreich, deutscher Sprachraum) durchweg zunächst von (männlichen) Ordensgeistlichen, später dann auch Laien, insbesondere von Gesellenbruderschaften, gespielt. Das gilt auch für die Frauengestalten in den Fastnachtsspielen der 15. und 16. Jahrhunderts. Möglicherweise wirkten bei Pastourellen wie Le jeu de Robin et Marion (1282/83) von Adam de la Halle Darstellerinnen in Frauenrollen mit.

## Theater im Vereinigten Königreich

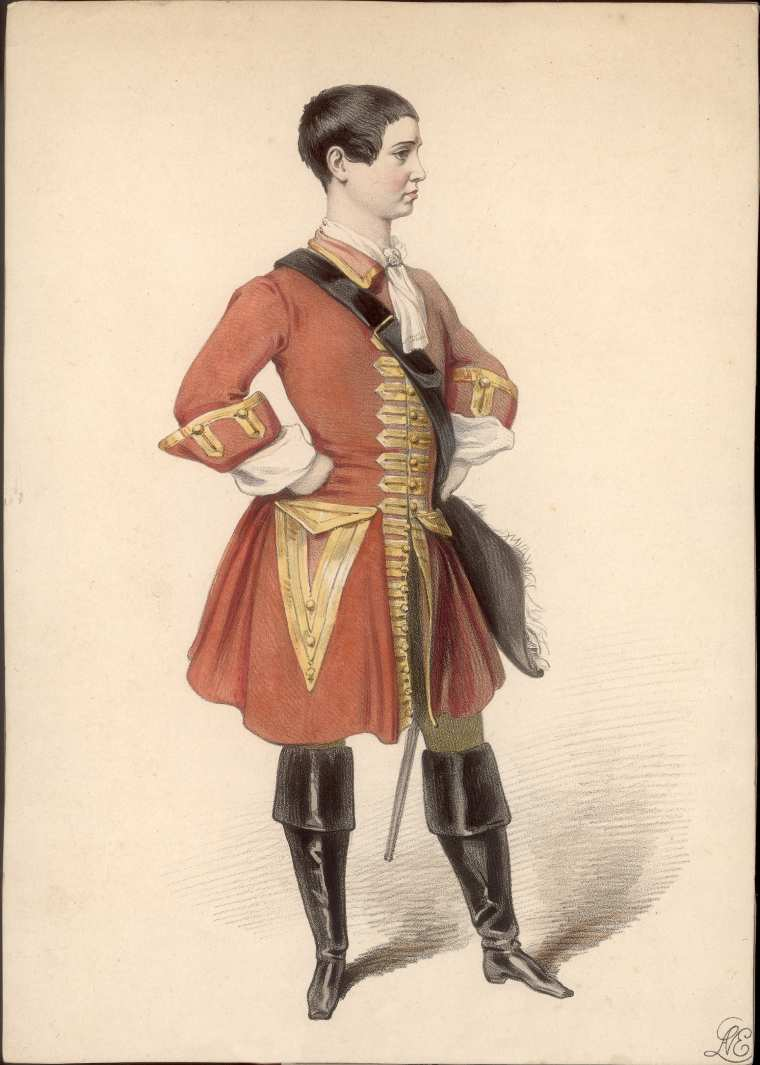
Mary Anne Keeley (1805–1899) in einer Hosenrolle

In England entstand im 16. Jahrhundert ein in Europa seit der Antike einzigartiges Theaterwesen, welches mit dem Elisabethanischen Theater (ca. 1559–1625) seine Hochblüte erlebte. Frauen waren auf der professionellen Bühne verboten und ihre Rollen wurden von jungen Boy Actors gespielt, eine Art alternativlose berufliche Travestie. Während des Interregnums von 1642 bis 1660 schlossen die Puritaner aus religiösen und ideologischen Gründen alle Theater. Danach lebte die Theatertradition mit Unterstützung des Monarchen Karl II. wieder auf und es traten die ersten professionellen Schauspielerinnen auf. Sie spielten ab der Stuart-Restauration (ab 1660) bald eine wichtige Rolle im Theater, sowohl als Schauspielerinnen als auch als Autorinnen (z. B. Aphra Behn). Hosenrollen kamen sehr in Mode und man schätzt, dass in der zweiten Hälfte des 17. Jahrhunderts ein Viertel aller in London produzierten Stücke eine oder mehrere Rollen für Frauen in Männerkleidung enthielten. Viele berühmte Schauspielerinnen dieser Zeit waren bekannt für ihr Können in Männerrollen. Auch Lebemänner wie Macheath in John Gays The Beggar’s Opera wurden von Frauen gespielt. Nach den Plakaten und Ankündigungen dieser Zeit zu schließen verdeckte die Männerkleidung die weiblichen Konturen – anscheinend bewussterweise – nur teilweise. (Siehe auch: Crossdressing im Theater). 

## Ballett

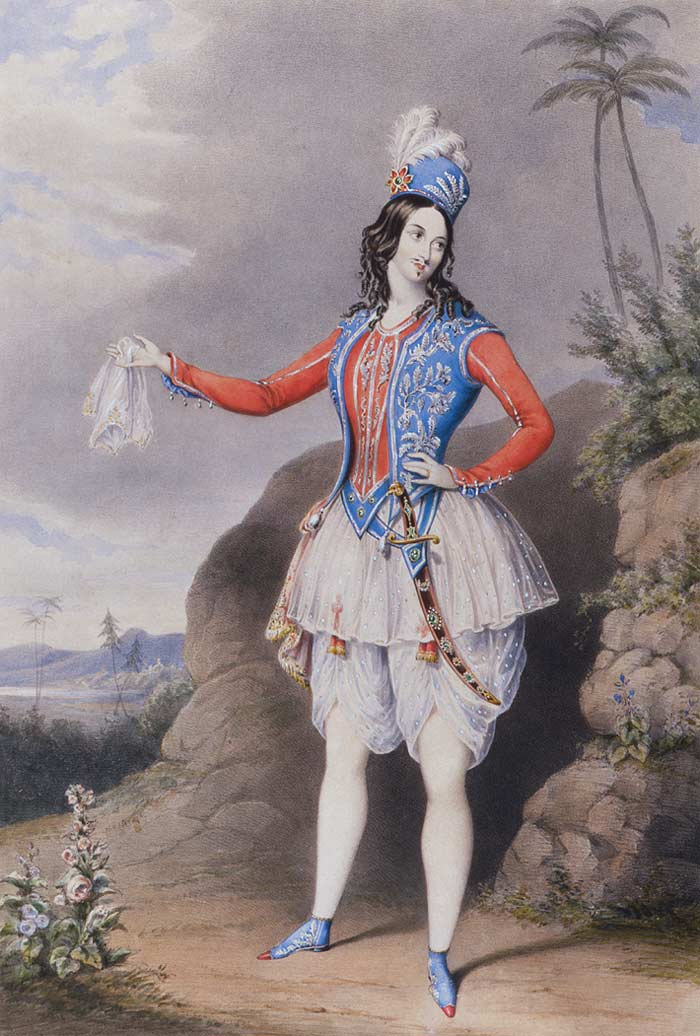
Sarah Louisa Fairbrother – Frau von George, 2. Duke of Cambridge – als Abdullah im Stück Open Sesame, 1848

Das Ballett entwickelte sich im 15. und 16. Jahrhundert aus den an italienischen und französischen Fürstenhöfen aufgeführten Schauspielen sowie aus tänzerischen Gesellschaftsspielen, war noch keine eigene Kunstform und auch den Männern vorbehalten. Ludwig XIV. gründete 1661 die Académie Royale de danse in Paris, woraufhin das Ballett eine enorme Weiterentwicklung erfuhr und sich langsam vom höfischen Zeremoniell trennte. Frauenrollen wurden von Männern „en travestie“ getanzt. Bei der Aufführung des Hofballetts Hercule amoureux des Komponisten und Tänzers Jean-Baptiste Lully im Jahre 1662 auf Schloss Versailles tanzten erstmals auch Damen der aristokratischen Gesellschaft mit. Ab 1681 durften auch Frauen öffentlich tanzen, doch beherrscht wurde die Tanzkunst bis zur ersten Hälfte des 19. Jahrhunderts von Männern. Travestie wurde noch für handfeste Grotesken verwendet, wo der Kostümschwindel die komödiantische oder anrüchige Note der Darbietung unterstrich. In der zweiten Hälfte des 19. Jahrhunderts, im Zeitalter des romantischen Balletts, kehrte sich die Situation in Frankreich fast komplett um. Von den 1840ern bis nach den 1860ern beherrschten „danseuses en travestie“ (Tänzerinnen in Verkleidung, Travestietänzerinnen) viele männliche Rollen. Erst in den Tagen der Pariser Kommune ab 1871 verschwand dieses Phänomen wieder. Die Geschwister Fanny Elßler und Therese Elßler erhielten Beifall für ihren männerlosen Pas de deux und für viele Zeitzeugen galten sie als Inbegriff kunstvoller Travestie. Der österreichische Franz Grillparzer und der dänische August Bournonville kritisierten hingegen diese Darstellung.

## Kirche, Oper, Kastraten und Hosenrollen
Nachdem Kastraten nach der Plünderung Konstantinopels im Jahre 1204 durch Kreuzritter und Venezianer lange nicht mehr in der Geschichtsschreibung erwähnt werden, tauchen sie Mitte des 16. Jahrhunderts (ca. ab 1556) in Italien wieder auf. In Rom untersagte Papst Sixtus V. im Jahre 1588 die Mitwirkung von Frauen an den Theatern im Kirchenstaat. Am 7. Juni 1587 sprach er ein Verbot der Kastration aus. In der Kirchenmusik konnten hohe Stimmen leicht mit Knaben besetzt werden und man setzte auch schon längere Zeit spanische Falsettisten ein, die eine ausgefeilte Technik besaßen. 1589 reorganisierte er mit der Bulle Cum pro nostri temporali munere das vatikanische Musikwesen. Zur Amtszeit Clemens VIII. tauchten mit Pietro Paolo Folignato und Girolamo Rossini ab 1599 die ersten offiziellen Kastraten in der Sixtinischen Kapelle, dem persönlichen Chor des Papstes, auf. Im frühen siebzehnten Jahrhundert waren dort alle Sopranstimmen mit Kastrati besetzt. Es besteht die Möglichkeit, dass schon Francesco Torres (Eintrittsdatum 20. Mai 1562), Francisco Soto de Langa (6. Juni 1562), Giovanni Figueroa (7. April 1563) und Giovanni Figueroa (1588) Kastraten waren, sie sind in den vatikanischen Büchern aber als Falsettisten eingetragen.
Papst Innozenz XI. ließ am 4. Mai 1686 verlauten: „Die Musik schadet in höchstem Maß der für das weibliche Geschlecht ziemlichen Bescheidenheit, weil sie dadurch von ihren eigentlichen Geschäften und Beschäftigungen abgelenkt werden […] sie sollen weder das Singen oder das Spielen irgendeines Instrumentes lernen.“ Papst Clemens XI. (Pontifikat 1700–1721) bekräftigte das Verbot von Sixtus V. mit der Begründung, „dass keine Weibsperson bei hoher Strafe Musik aus Vorsatz lernen solle, um sich als Sängerin gebrauchen zu lassen, denn man wisse wohl, dass eine Schönheit, welche auf dem Theater singen und dennoch ihre Keuschheit bewahren wollte, nichts anderes tue, als wenn man in den Tiber springen und doch die Füße nicht nass machen wolle.“
Die Falsettisten sangen ausschließlich in der Kirche und Knaben waren für die sich ab 1598 etablierende Oper ungeeignet. Kastraten haben außerdem gegenüber Falsettisten einen weitaus größeren Stimmumfang zur Höhe hin und gegenüber Knaben ein größeres Lungenvolumen. Oft waren die für Kastraten geschriebenen Rollen heroische Männerrollen, häufig Helden aus Geschichte und Mythologie. Aber schon bei der Uraufführung von Claudio Monteverdis L’Orfeo – für manche die erste Oper überhaupt – im Jahre 1607 wurden die Partien des Orfeo und der Euridice von den Kastraten Giovanni Gualberto Magli und Girolamo Bacchini gesungen. In Gegenden, wo die Kirche weibliche Darsteller verboten hatte, übernahmen Kastraten auch sonst die Frauenrollen in der Oper. Johann Wilhelm von Archenholz lobt die Raffinesse mit der die Kastraten die weibliche Gestik, Mimik und Habitus darstellten mit den Worten: „[…] diese Geschöpfe haben es soweit in der Nachahmung gebracht, dass der nicht unterrichtete Zuschauer aus der Ferne unmöglich ihr Geschlecht erraten könnte. Da durch die Stimme das größte Hindernis gehoben ist, so bemühen sie sich, das Übrige in Gang, Stellung, Gebärden und Manieren auf das vollkommenste nachzuahmen, so dass auf dieser Seite das Schauspiel nicht im Geringsten dabei leidet.“ So mancher Geblendete und Unwissende verliebte sich auch.

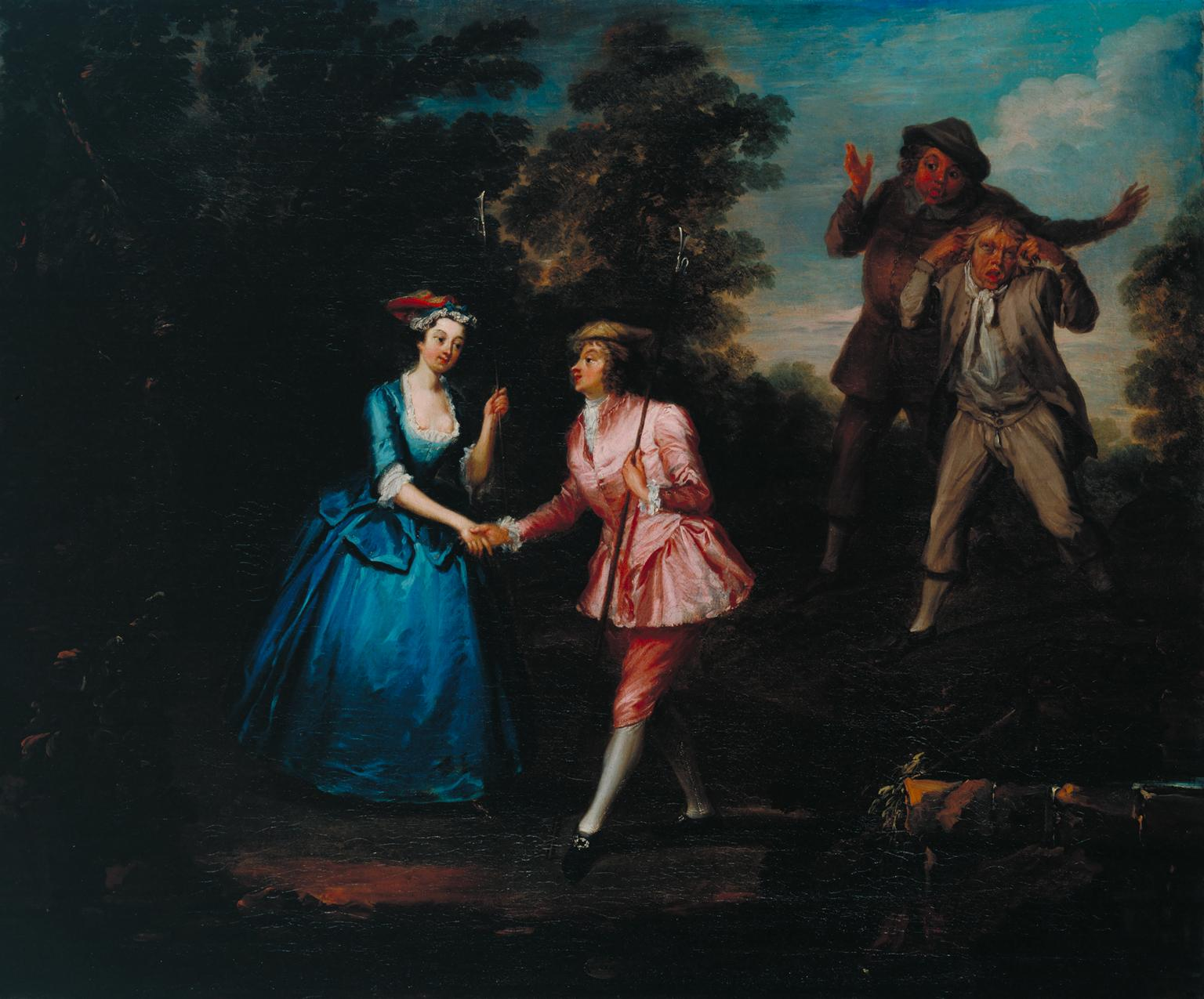
Charlotte Charke (1713–1760, hier in rosa) als Damon in der „pastoral farce“/Oper Damon and Phillida von ihrem Vater Colley Cibber. Gemalt von William Jones, 1740.

Die größte Popularität hatten Kastrati von Mitte des 16. Jahrhunderts bis Mitte des 18. Jahrhunderts, eigene Opernrollen wurden bis ins frühe 19. Jahrhundert geschrieben. Einige wenige Kastraten waren sehr erfolgreich und hochbezahlt, so dass sich manchmal auch Frauen als Kastraten ausgaben. Die weniger guten fristeten in Kirchenchören ihr Dasein, die schlechten wurden leicht zum Gespött der Menschen. Mit den Napoleonischen Kriegen und dem Schwinden der päpstlichen Macht wurde die Kastration immer öfter als inhuman betrachtet. Seit dem 18. Jahrhundert betraten Frauen wieder häufiger die Opernbühnen und durch die schwindende Anzahl von Kastraten übernahmen weibliche Contralti ihre Rollen. Noch heute werden viele dieser Partien von Frauen in Hosenrollen gesungen. Manchmal transponierte man auch die Stimmlage für einen Tenor und heutzutage bedient man sich im Rahmen der Historischen Aufführungspraxis der Countertenöre, sofern möglich.
Aber auch die von vornherein geplante Hosenrolle, insbesondere waren es Mezzosopranistinnen, wurde durch den aus heutiger Sicht „künstlichen“ Geschmack im Barock und Rokoko gefördert. Bei der Uraufführung von Händels Serse 1738 traten zum Beispiel neben einem Kastrat in der Titelrolle auch eine Dame in einer Männerrolle auf. Frauen in Hosenrollen spielten vornehmlich junge Burschen und diese Art der Darstellung war vor allem ab dem späten 18. bis zum frühen 20. Jahrhundert beliebt. Gelegentlich wurden ältere Frauen von Baritonen verkörpert wie die Mamma Agata in Donizettis Le convenienze ed inconvenienze teatrali oder die Marktfrauen in Offenbachs Mesdames de la halle.
Papst Pius X. reformierte in seinem Antrittsjahr, am 22. November 1903, mit dem Motu proprio Tra le sollecitudini die Kirchenmusik, wonach keine neuen Kastraten mehr im päpstlichen Chor singen durften und gleichzeitig lobte er den rein männlichen Gregorianischen Choral als den eigentlichen Gesang der römischen Kirche und höchstes Vorbild aller Kirchenmusik. Alessandro Moreschi sang noch bis 1913 in der päpstlichen Kapelle, war danach als Leiter des Chores tätig und wurde 1917 pensioniert.

## Moderne bis heute

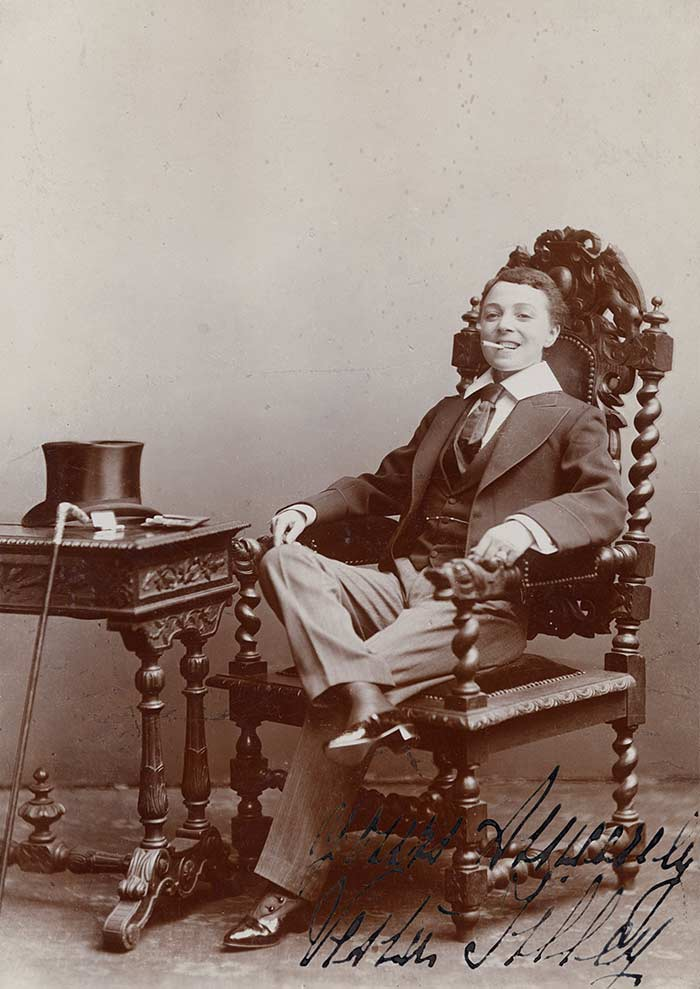
Vesta Tilley (1864–1952), englische Herrendarstellerin

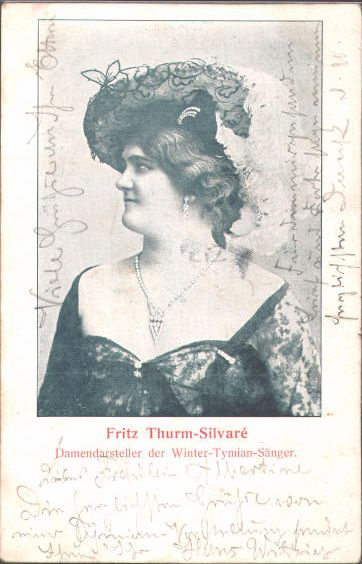
Fritz Thurm-Silvaré als Damendarsteller der Winter-Tymian-Sänger in Dresden (1905 oder davor)

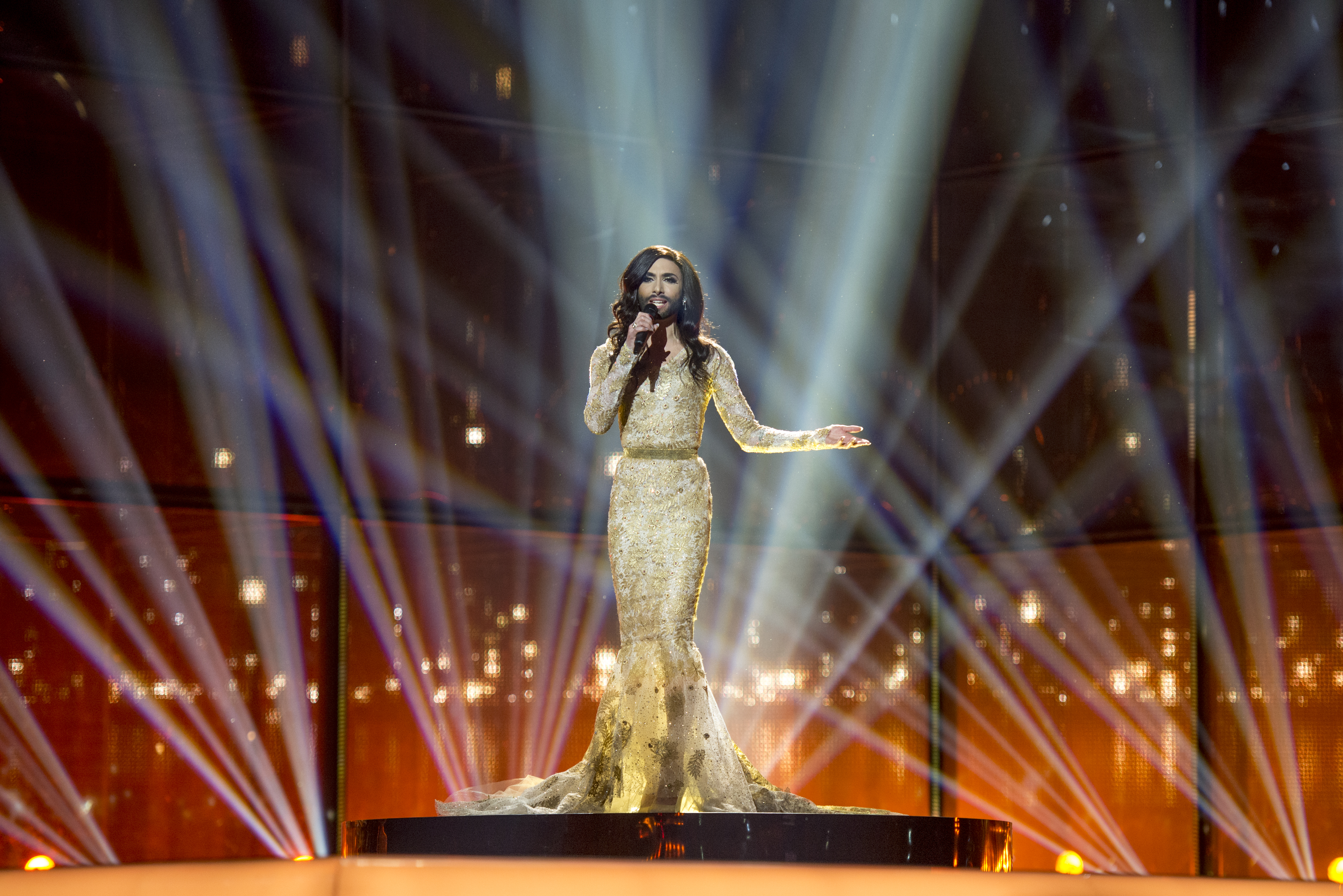
Conchita Wurst beim ESC 2014

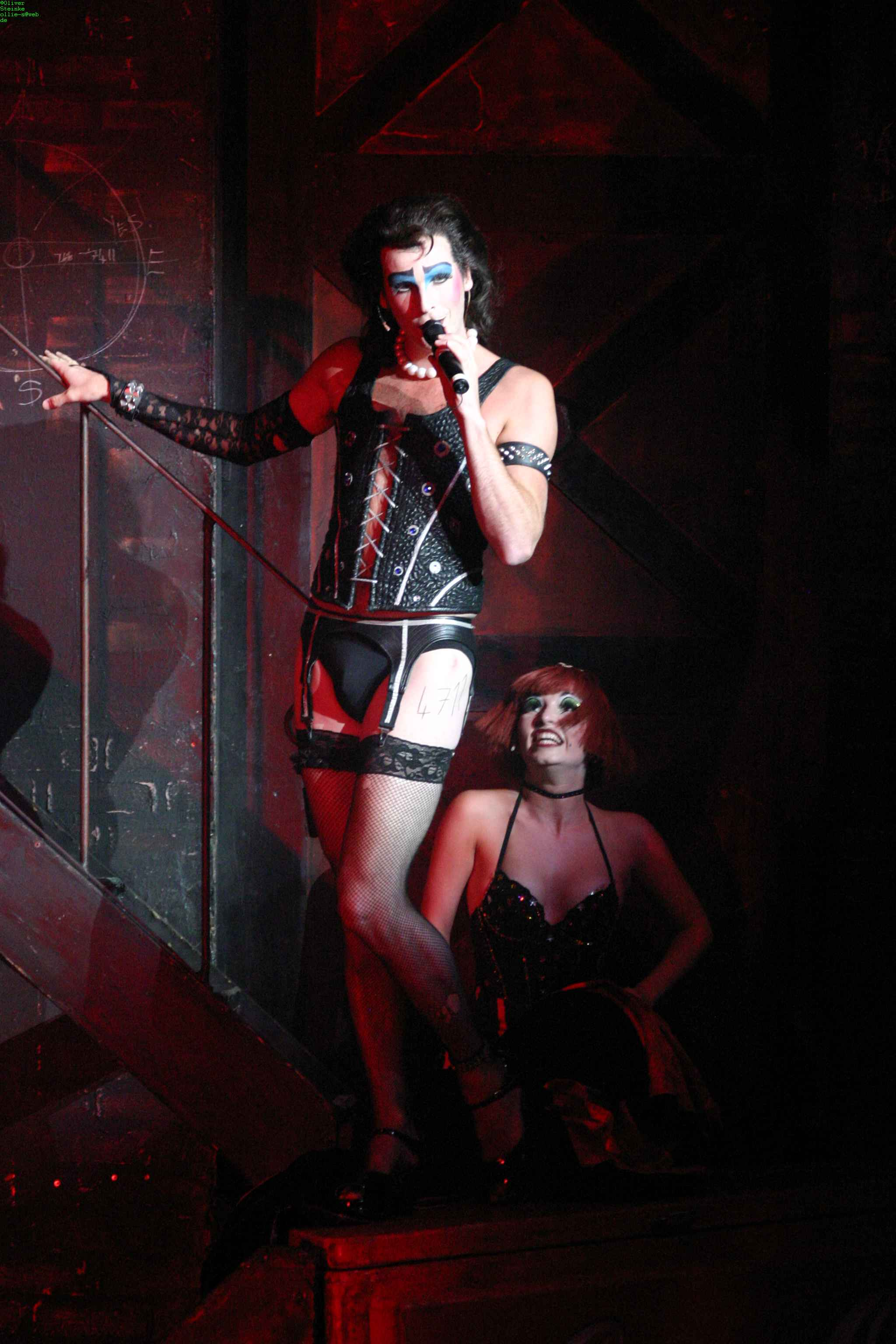
Dr. Frank N. Furter (Rocky Horror Show)

Mit der Etablierung des Berufes der Schauspielerin wandelte sich die (männliche) Travestie hin zur Idealisierung oder parodistischen Überzeichnung der Geschlechterrolle, bei der die Darsteller Kleidung des anderen Geschlechts trugen (meist Männer in Frauenkleidung, seltener umgekehrt), zum Beispiel die seinerzeit populäre Wiener Posse „Vorlesung bei der Hausmeisterin“ von Marie Gordon (1859). Man sprach von der Travestiekunst, der „Kunst der Travestie“, der „Kunst der Verwandlung“ und vom Travestiekünstler oder der Travestiekünstlerin. Travestie ist nicht an eine bestimmte sexuelle Orientierung gebunden.
Das Repertoire der Künstler geht von der Imitation von Stars über die Parodie derselben bis zur Schaffung eigener Figuren. Gerne werden exzentrische Diven imitiert oder auch nur deren Verhalten teilweise als stilbildende Elemente in die eigene Darstellung eingebaut. Auffällig bei Travestiedarbietungen ist das humorvolle Spielen mit mehr oder weniger derben sexuellen Anzüglichkeiten. Meist sind die Shows im heiteren Fach beheimatet und Musik und Gesang spielen oft eine große Rolle. In Deutschland wurden in jüngerer Zeit Darsteller wie Mary & Gordy, Lilo Wanders und Olivia Jones sehr bekannt (als bekannte ausländische Künstler wären, neben vielen anderen, Ru Paul, Charles Pierce oder Dame Edna zu nennen). Travestieshows finden sich in vielen Großstädten. Bekannte Spielstätten in Deutschland sind das Schmidt Theater und das Pulverfass Cabaret in Hamburg, Theater im Keller in Berlin, das Travestie-Revue-Theater Carte Blanche in Dresden, der RevuePalast Ruhr in Herten und das Startreff-Follies in Köln. Neben den festen Spielstätten gibt es auch zahlreiche Travestie-Ensembles, die an unterschiedlichen Spielstätten auftreten.
Zwei der bekanntesten Travestierollen sind die Figur der Zaza aus dem Bühnenstück und dem Film Ein Käfig voller Narren und Dr. Frank N. Furter aus dem Musical und Film The Rocky Horror (Picture) Show. Weithin Aufmerksamkeit erreichte 2014 der österreichische Sänger und Travestiekünstler Tom Neuwirth in der Rolle der Conchita Wurst mit dem Sieg beim 59. Eurovision Song Contest.
Ende des 19. Jahrhunderts traten in den Vereinigten Staaten vereinzelt Damen in Hosen auf, was als erotisch betrachtet wurde und für damalige Verhältnisse sehr ungewöhnlich war. Unter Einfluss von Gastspielen deutscher Travestieshows entwickelte sich die Burlesque.

## Etymologie
Aus den lateinischen Wörtern trans („hinüber“) und vestire („kleiden“) hat sich das italienische Wort travestire entwickelt, welches „verkleiden“ bedeutet.
Im 16. Jahrhundert wurde von diesem Wort das gleichbedeutende französische Verb travestir nachgebildet. Das Adjektiv travesti, oder auch travestie geschrieben, bedeutet „verkleidet“. Die rôle travesti ist die Hosenrolle und im Ballett, wo die dominierende Sprache Französisch ist, werden gegengeschlechtliche Rollen en travesti oder en travestie getanzt.
Aus diesem entstand die deutsche Bezeichnung der schauspielerischen Travestie. Wurde zuerst vor allem die figürliche komödische Bedeutung dieses Wortes aus dem Bereich der Literatur verwendet sowie die hier besprochenen Künstler als Damenimitatoren und die Shows als „Herren als Damen“ bezeichnet, so propagierten ab den 1970ern die Großen der Travestieshows diesen Begriff. Ein Zentrum dieser Shows war damals Paris. Um die Travestieshow vom Schmuddel-Image zu befreien, trachteten sie unter anderem, sich vom als „pervers“ und „krank“ geltenden Transvestiten abzugrenzen.
Das Wort Travestie als Bezeichnung für eine komische Dichtung nahm einen Umweg über die Englische Sprache. Das englische Wort travesty wurde im 17. Jahrhundert aus dem französischen Verb gebildet, veranlasst durch Paul Scarrons Stück Le Virgile travesti (1648, engl.: Virgile travesty). Von dort wurde es im 18. Jahrhundert entlehnt.

## Abgrenzung

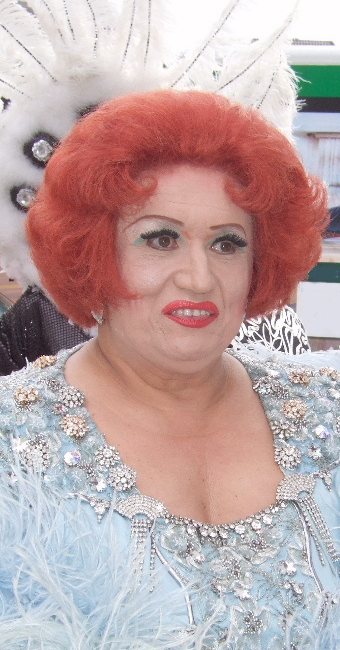
Curt Delander in seiner Paraderolle als „Zarah L.“

Die Travestie („verkleiden“: der Travestiekünstler legt spätestens in der Garderobe seine Verkleidung ab) ist abzugrenzen von:
- Transvestitismus („hinüber-kleiden“): Transvestiten schlüpfen auch im Alltagsleben in die Kleider des anderen Geschlechts (siehe Transvestitische Geschlechterrollen weltweit); beim transvestitischen Fetischismus steht der sexuelle Aspekt im Vordergrund.
- Tunte: Er trägt die als „Fummel“ bezeichnete Kleidung (oder Aspekte davon, zum Beispiel Lippenstift, Nagellack oder Chiffontücher) auch jenseits der Bühne, so etwa auf politischen Demonstrationen, Partys und teilweise im Alltag.
- Dragqueen und Dragking: Im Gegensatz zur Travestie stellen Dragqueen und Dragking eine dauerhafte Rolle mit eigenem „Drag-Namen“ dar.
- Transgeschlechtlichkeit: Personen, die sich nicht mit dem ihnen bei Geburt zugewiesenen Geschlecht identifizieren und entweder innerhalb der Zweigeschlechtlichkeit Mann/Frau von einem zum anderen Geschlecht wechseln oder die beide Kategorien gänzlich ablehnen und sich als nichtbinär definieren (auch: genderqueer, gender-fluid, agender).